# Adjara (Benin)
Adjara of Adjarra is een van de 77 gemeenten (communes) in Benin. De gemeente ligt in het departement Ouémé en telt 60.112 inwoners (2002).

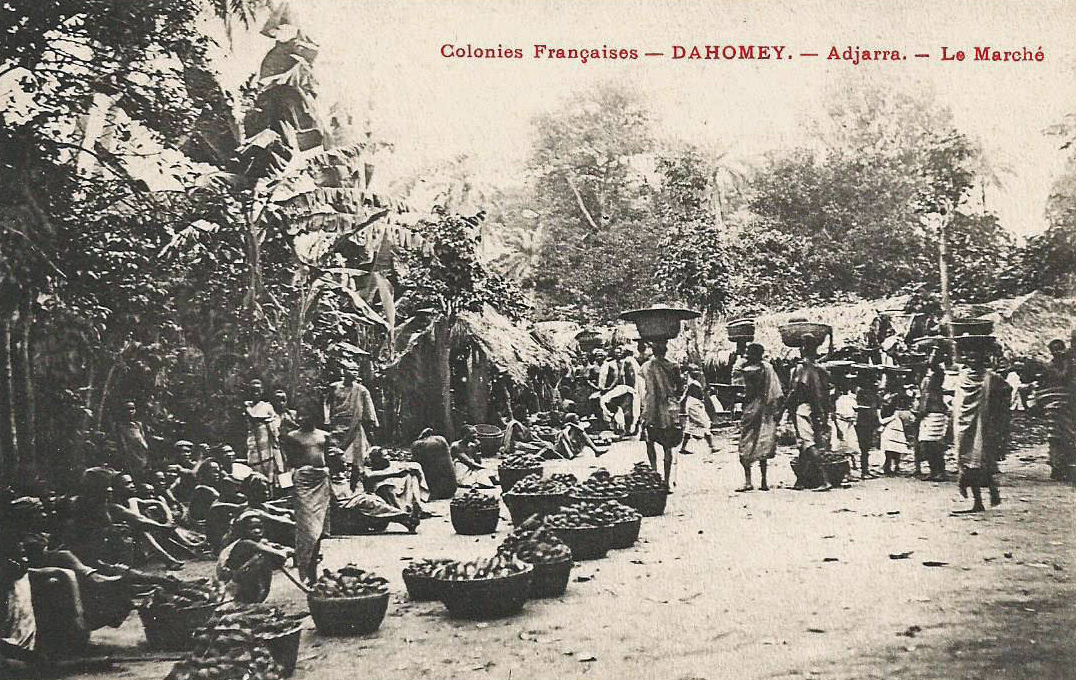
Markt in Adjara in het begin van de 20e eeuw